# Camaleunti
(Camaleunti)
(Camaleunti)
I Camaleunti sono stati un gruppo torinese di rock demenziale.

## Storia del gruppo
Il gruppo nasce a Torino nel 1987 da un gruppo di amici che iniziano a suonare, inizialmente con il nome Marco Giecson e i Camaleunti, scegliendo tutti nomi d'arte.
In quel periodo nel capoluogo piemontese si assiste ad una rinascita del demenziale: si formano in quegli anni i Karamamma, i Powerillusi e i Persiana Jones & le tapparelle maledette, sempre nello stesso periodo inizia la carriera da solista, dopo l'esordio nelle Vecchie pellacce, Marco Carena, e pochi anni dopo Paolo Zunino darà inizio al Festival di Sanscemo; anche i Camaleunti si collocano in questo filone.
Presto iniziano i primi concerti nella loro regione, in cui, oltre alla musica, danno ampio spazio all'elemento teatrale e alle gag, grazie soprattutto alla verve del cantante Marco Vergnano (alias Marco Giecson): il repertorio è tutto di loro composizione, con frequenti citazioni di stacchetti anni '60, sul modello di ciò che faranno, anni dopo, Elio e le Storie Tese (una delle loro canzoni più note, Polifemo aveva i rayban, ad esempio, cita Il geghegè di Rita Pavone).
Ottenuto il contratto discografico con la Dracma Records, pubblicano nel 1989 L'importante è partecipare...: il loro stile ironico è già presente nella copertina, in quanto sopra il titolo campeggia una fotografia del corridore Ben Johnson, che pochi mesi prima ha avuto alcuni problemi di doping.
Nello stesso periodo iniziano i primi concerti nel nord Italia, con recensioni incoraggianti.
Il 1990 è l'anno del primo festival di Sanscemo, vinto da Marco Carena; Marco Giecson e i Camaleunti partecipano con Cecilia (ti amavo), un terzinato che si classifica al secondo posto e che viene anche inserito nella compilation del festival, pubblicata dalla Mercury Records (etichetta del gruppo Polygram): la canzone viene anche pubblicata su 45 giri, e sul retro viene inserita Me ne ritorno a Gassino (tratta da L'importante è partecipare).
Con Sanscemo iniziano anche le apparizioni televisive e si moltiplicano i concerti; il gruppo decide di ridurre il nome (da Marco Giecson e i Camaleunti, che dava più risalto al cantante, a Camaleunti), e nel 1991 si presenta nuovamente al festival di Sanscemo con Giapponesi Giapponesi.
La canzone, a ritmo di tango, descrive il popolo nipponico in maniera divertente, e nel ritornello recita: «In Albania ci sono gli Albani, / in Romania ci sono le Romine, / .... / in Tanzania ci sono i Tarzanelli, / in Bulgaria ci sono i Bulgarelli, / in tutto il mondo Giapponesi Giapponesi»; viene presentata dal gruppo con una serie di gag e scenette, che la portano a vincere l'edizione di quell'anno di Sanscemo, a pari merito con i Powerillusi.
Anche questo brano viene inserito dalla Polygram nella compilation, ed è inoltre il brano di punta di Mario, disco che ottiene molte recensioni positive da parte delle riviste specializzate (da Ciao 2001 a Tutto musica e spettacolo), grazie a canzoni come Ragazzo metropolitano e Caino cha cha cha.
Dopo i concerti estivi dell'estate, all'inizio del 1992 il gruppo torna in sala d'incisione per quello che avrebbe dovuto essere il nuovo disco: decidono però di sciogliersi, poiché alcuni componenti sono stanchi dei concerti e preferiscono dedicarsi ad altre attività, per cui le registrazioni non vengono mai ultimate (anche se una versione dell'album, con canzoni come Torna a casa lessico, Pellerina Road, basata sulla musica di Portobello Road del film Pomi d'ottone e manici di scopa e Fatti mangiare dai cavalli Cristina D'Avena, già conosciute perché eseguite in precedenza dal vivo, viene diffusa come bootleg).
Nel 2007 il periodico musicale XL del quotidiano La Repubblica li inserisce tra i gruppi fondamentali del rock demenziale italiano, accomunandoli agli Skiantos, Elio e le Storie Tese, gli Squallor, i Powerillusi e Latte & i Suoi Derivati.

## Formazione
- Marco Giecson: voce solista, tamburello
- Biagio Julio Cinquetti Bandini: cori e voci varie
- Mauro Baldan Bembo: batteria
- Claudio Badal Bimbo: pianola, organo
- Stefano BB Krin: chitarra elettrica
- Paolo Sesto: basso

## Discografia

### Album
- 1989: L'importante è partecipare... (Dracma Records)
- 1991: Mario (Dracma Records)

### 45 giri
- 1990: Cecilia (ti amavo)/Me ne ritorno a Gassino (Dracma Records)

### Compilation
- 1990 - Festival di Sanscemo 1990 (Mercury Records, 846 609-1), con il brano "Cecilia (ti amavo)" (stessa registrazione del 45 giri)
- 1991 - Festival di Sanscemo 1991 (Polygram), con il brano "Giapponesi Giapponesi" (stessa registrazione contenuta nell'album Mario)
- 1998 - Il meno peggio di SanScemo (EMI Italiana), con il brano "Cecilia (ti amavo)" (stessa registrazione del 45 giri); per errore il nome in copertina è riportato come Kamaleunti